# Cloverdale (Kalifornia)
Cloverdale – miasto w Stanach Zjednoczonych, w stanie Kalifornia, w hrabstwie Sonoma. Według spisu ludności przeprowadzonego przez United States Census Bureau w roku 2010, w Cloverdale mieszka 8618 mieszkańców.